# Twierdzenie o filtrze pierwszym
Niech {\displaystyle {\mathcal {K}}} będzie kratą rozdzielną.
Wówczas krata dualna {\displaystyle {\mathcal {K}}^{\mathbf {d} }} do {\displaystyle {\mathcal {K}}} także jest rozdzielna.
Jeśli teraz {\displaystyle a\not \leqslant b} w {\displaystyle {\mathcal {K}},} to {\displaystyle b\not \leqslant ^{\mathbf {d} }a} w {\displaystyle {\mathcal {K}}^{\mathbf {d} }.} Na mocy twierdzenia o ideale pierwszym, istnieje w {\displaystyle {\mathcal {K}}^{\mathbf {d} }} ideał pierwszy {\displaystyle F,} dla którego {\displaystyle a\in F\,,\;b\not \in F.} Wówczas jak się okazuje {\displaystyle F} jest filtrem pierwszym w wyjściowej kracie {\displaystyle {\mathcal {K}}.}
Tym samym wykazaliśmy:
Niech {\displaystyle {\mathcal {K}}} będzie kratą rozdzielną i niech {\displaystyle a\not \leqslant b.} Wówczas istnieje w {\displaystyle {\mathcal {K}}} filtr pierwszy {\displaystyle F,} dla którego {\displaystyle a\in F\,,\;b\not \in F.}